# Эрбана (Огайо)
Эрбана (англ. Urbana) — город и окружной центр в округе Шампейн, штат Огайо, США, в 76 км к западу от Колумбуса. Эрбана была заложена в 1805 году, и некоторое время в 1812 году она была штаб-квартирой Северо-Западной армии во время Войны 1812 года. Это место захоронения исследователя и индийского воина Саймона Кентона.
В 1900 году в Эрбане проживало 6808 человек; в 1910 году — 7739; в 1940 году — 8335. Население было 11405 в 2017 году и 11372 человек в 2018 году.

## История
Округ Шампейн был образован 20 февраля 1805 года после американской революции и Северо-западной индейской войны. Полковник Уильям Уорд, вирджинец, поселившийся в долине реки Мэд-Ривер (пер. — «Безумная река») с Саймоном Кентоном в 1799 году, купил 160 акров, которые он считал логичным и наиболее приемлемым местом для округа Шампейн. Он обратился к окружным комиссарам с предложением определить местонахождение нового округа на этом участке. Уорд предложил разделить участок на 212 лотов и 22 аут-лота, половина из которых, выбранных поочередно, должна была быть передана округу, а Уорд оставит оставшиеся. Уорд также предложил два участка для кладбища и тракт для общественной площади. Окружные комиссары одобрили это предложение, и Уорд вместе с Джозефом Вэнсом (см. также Джозеф Вэнс — его сын) заключил письменное соглашение 11 октября 1805 года. Уорд и Вэнс назвали новое место округа — Эрбана.
Происхождение названия «Эрбана» неясно, однако считается, что Уорд и Вэнс использовали латинское слово «urbs», что означает «город». Джошуа Антрим (англ. Joshua Antrim) предлагает следующую теорию: «Некоторые говорят, что мистер Уорд назвал город от слова Urbanity, но я думаю, вполне вероятно, что он назвал его по старому римскому обычаю делить своих людей на разные классы — высший класс и плебеи, который снова разделился на два класса — плебс-рустика и плебс-эрбана. Плебс-рустики жили в сельских районах и были фермерами, в то время как плебс-эрбана жили в деревнях и были механиками и ремесленниками». Другие считают, что Уорд и Вэнс решили назвать его именем городка, расположенного в штате Вирджинии, возможно, Эрбана, но это кажется маловероятным. Urbanna означает «Город Анны» и был назван в честь английской королевы. Более вероятно, что два ветерана войны за независимость повернутся к латыни, а не почтят своего бывшего врага. Обзор 1939 года показывает, что из 12 городов в Соединённых Штатах, названных «Эрбана», город в штате Огайо был первым.
Когда Уорд поручил Вэнсу обследовать этот участок, между Детройтом и Спрингфилдом не было городов, которые можно было бы использовать в качестве модели. Тем не менее, Вэнс и Уорд систематически планировали Эрбану. Они предусмотрели достаточно общественных площадей и выстроили улицы в упорядоченном порядке без отступов от топей и болот.
К 1833 году Эрбана содержала здание суда и тюрьму, одну типографию, церковь, рыночный дом, девять торговых магазинов и 120 жилых домов.
4 июня 1897 года жители Эрбаны сформировали толпу линчевателей и пробились в городскую тюрьму, чтобы убрать Чарльза Митчелла, чернокожего, подозреваемого в убийстве белого. Толпы людей формировались больше суток. Толпа повесила Митчелла во дворе здания суда посреди ночи. Пытаясь защитить его, шериф Маккейн вызвал государственную милицию во главе с капитаном Леонардом. После того, как толпа стреляла в тюрьму, милиция ответила не менее чем пятью выстрелами, убив Гарри Белла, одного из белых, и ранив других. Когда толпа линчевателей вошла после 2:30 утра, шериф вывел силы милиции на верхний этаж в отступлении.
21 июня 2009 года скейт-парк был присоединён к Парку Мелвина Миллера в Эрбане. Скейт-парк был спроектирован Кевином Шоки (англ. Kevin Shockey) и построен компанией Yoder Concrete Construction, LLC. В ноябре 2013 года Дамиан Прендергаст, который был местным скейтбордистом, умер от рака половых клеток. После его смерти его школьный класс собрал 700 долларов и поддержку, чтобы посвятить скейт-парк во имя Дамиана.

## География
По данным Бюро переписи населения США, общая площадь города составляет 20,12 км2, из которых 20,07 км2 — это земля, а 0,05 км2 — водоёмы.

## Демография

### 2010 год
По данным Бюро переписи населения США 2010 года в городе проживало 11793 человек, 4808 домохозяйств и 2932 семьи. Популяционная плотность населения была 587.5 жителя на км2. Было 5401 единиц жилья со средней плотностью 269,1 на км2. Расовый состав города составлял: 89,7 % белых, 5,4 % афроамериканцев, 0,4 % коренных американцев, 0,7 % азиатов, 0,7 % других рас и 3,1 % метисов от двух или более рас. Испанцев или латиноамериканцев любой расы было 2,0 % населения.
Всего было 4808 семей, из которых 31,0 % имели детей в возрасте до 18 лет, проживающих с ними, 41,3 % были женатыми парами, в 14,4 % семей женщины проживали без мужей, 5,2 % семей мужчины проживали без жены, и 39,0 % не имели семьи. 33,0 % всех домохозяйств состояли из людей, которых 14,4 % был кто-то живущий один, кто был возрастом 65 лет и старше. Средний размер домохозяйства — 2,34, а семьи — 2,95 человека.
Средний возраст в городе составлял 38,2 года. 23,7 % жителей были моложе 18 лет; 11,4 % были в возрасте от 18 до 24 лет; 23,1 % были от 25 до 44; 25,3 % были от 45 до 64; и 16,4 % были 65 лет и старше. Гендерный состав города: 47,1 % мужчин, 52,9 % женщин.

### 2000 год
По данным переписи населения 2000 года в городе проживало 11613 человек, 4859 домохозяйств и 2998 семей. Популяционная плотность была 1702,3 человек на км2. Было 5210 единиц жилья со средней плотностью 763,7 на км2. Расовый состав города составлял: 91,03 % белых, 5,95 % афроамериканцев, 0,34 % коренных американцев, 0,30 % азиатов, 0,03 % жителей тихоокеанских островов, 0,48 % других рас и 1,88 % метисов от двух или более рас. Испанцев или латиноамериканцев любой расы было 1,08 % населения.
Всего было 4859 семей, из которых 29,0 % имели детей в возрасте до 18 лет, проживающих с ними, 46,2 % были женатыми парами, 11,8 % семей, в которых женщины проживали без мужей, а 38,3 % не имели семьи. 33,4 % всех домохозяйств состояли из людей, из которых 13,1 % был кто-то живущий один, кто был возрастом 65 лет и старше. Средний размер домохозяйства составлял 2,29 человека, а средний размер семьи — 2,92 человека.
В городе население составляло 23,7 % в возрасте до 18 лет, 9,8 % в возрасте от 18 до 24 лет, 27,9 % в возрасте от 25 до 44 лет, 22,4 % в возрасте от 45 до 64 лет и 16,2 % в возрасте 65 лет и старше. Средний возраст составлял 37 лет. На каждые 100 женщин приходилось 87,2 мужчин. На каждые 100 женщин возрастом 18 лет и старше насчитывалось 83,6 мужчин.
Средний доход на семью в городе составлял 33 702 $, а средний доход на семью — 42 857 $. Средний доход мужчин составлял 33 092 $ против 26 817 $ у женщин. Доход на душу населения для города составлял 17 831 $. Около 7,2 % семей и 10,9 % населения находились за чертой бедности, в том числе 16,3 % из них моложе 18 лет и 7,6 % тех, кто в возрасте 65 лет и старше.

## Экономика
Экономику Эрбаны поддерживают несколько отраслей, в том числе Rittal, Honeywell Aerospace, Honeywell, Control Industries, Freshwater Farms и другие. Разнообразные услуги предлагаются в зданиях, построенных вокруг исторического района Площадь Памятника Эрбаны, включённого в Национальный реестр исторических мест США. В зданиях располагаются банки, компании по финансовой отчётности, рестораны, бары и магазины, предлагающие средства личной гигиены. В центре города еженедельно проводится фермерский рынок округа Шампейн. В конкурсе, спонсируемом Американским сельскохозяйственным фондом, рынок был признан одним из четырёх любимых рынков фермеров Америки. Эрбана также является местом для ежегодной кулинарной церемонии Саймона Кентона, которая проходит в центре города на площади для памятников.

## Образование
Эрбана в основном обслуживается городским школьным округом Эрбана, который включает в себя среднюю школу Эрбана-9-12 и здание pre-k-8. И средняя школа, и pre-k-8 были закончены в 2018 году. Оригинальное здание замка от средней школы всё ещё стоит, но больше не используется.
В городе располагается Университет Эрбаны, в котором обучаются около 1500 студентов, также публичная библиотека и филиал Публичной библиотеки округа Шампейн.

## Известные люди
- Клэнси Браун — родился в Эрбане в 1959 году, продюсер и актёр, сын конгрессмена Бада Брауна (ниже); вырос в Эрбане и Вашингтоне.
- Бад Браун[англ.] — представитель США (1965—1983), бывший издатель Эрбана-Дейли-Ситизен[англ.], а также издатель и генеральный директор издательской компании Браун[англ.].
- Моисей Бледсо Корвин[англ.] — адвокат и член Палаты представителей США.
- Элиас Франклин Дрейк[англ.] — политик и бизнесмен, родившийся в Эрбане.
- Пит Дай[англ.] — архитектор поля для гольфа проголосовал в Зале славы; вырос в Эрбане.
- Роберт Мортон Дункан[англ.] — юрист и правовед.
- Роберт Эйчелбергер — генерал армии США, командовавший 8-й армией США[англ.] в юго-западной части Тихого океана[англ.] во время Второй мировой войны.
- Уоррен Граймс[англ.] — отец авиационной светотехники, предприниматель и изобретатель; родился в Эрбане.
- Чарлз Хайнд — американский промышленник, предприниматель, капитан речного судна.
- Эдмунд Хинди[англ.] — шахтёр во время золотой лихорадки в Калифорнии.
- Роберт Робертс Хитт[англ.] — помощник госсекретаря США[англ.], родился в Эрбане в 1834 году.
- Хаббелл, Джон Рэймонд[англ.] — композитор мюзиклов, в том числе песня «Бедная бабочка[англ.]».

## Транспорт
- Авиакатастрофа между рейсом 553 TWA и Beechcraft Baron над Эрбаной 9 марта 1967 года привела к гибели 26 человек.
- Эрбана была остановкой на железной дороге Питтсбурга, Цинциннати, Чикаго и Сент-Луиса[англ.], которая соединяла Питтсбург с Чикаго и Сент-Луисом.
- В муниципальном аэропорту Граймс-Филд[англ.] Эрбаны находится Музей авиации округа Шампейн[англ.], известный своей реставрацией Boeing B-17 Flying Fortress и других исторических самолётов[23].